# На межі нескінченного потоку
«На межі нескінченного потоку» (яп. 果てしなき流れの果てに Hateshinaki nagare no hate ni) — науково-фантастичний роман  японського письменника Сакьо Комацу, де відбуваються подорожі у часи з метою поліпшити минуле, перебуваючи у майбутньому. Написано у листопаді 1965 році, видано в журналі «SF Magazine» у 1966 році.

## Зміст
Пролог зображує Землю в крейдяний період, коли один з динозаврів чує дзвін своєрідної форми золотого телефону. Початок роману починаається в сучасній Японії, де знайдено саркофаг володаря, похований на горі Кацураджі, що творилася на дні моря в крейдяний період. Тут дослідники виявляють металевий пісочний годинник. Пісок не закінчується в цьому годиннику ніколи, оскільки він пов'язаний зі скляними контейнерами в четвертому вимірі, звідки потрапляє пісок.
Три дослідники зустрічаються під час дослідження цього пісочного годинника, і фізик доцент Нокомура раптово зникає під час поїздки на таксі. Він потрапляє у багатовимірну всесвіт, де він стає агентом, що вільно подорожує між минулим і майбутнім, розриваючи заборону на переміщені у часі та просторі. Він постійно переміщується, бажаючи принести мудрість майбутнього в минуле задля покращення останнього. Для цього вивчає й переносить різні технології. Водночас бачить різні варіанти розвитку Японії: за одними вона гине під водою, за іншими залишається. На початку ХХІ століття фізик все ж таки повертається до своєї нареченої, яка стала старою. Тут розуміє необхідність прожити життя як звичайна людина.